# هاري ليونارد
هاري ليونارد (بالإنجليزية: Harry Leonard)‏ (1 يوليو 1886 بسندرلاند في المملكة المتحدة - 3 نوفمبر 1951 بدربي في المملكة المتحدة) هو لاعب كرة قدم بريطاني (وحمل سابقاً جنسية المملكة المتحدة لبريطانيا العظمى وأيرلندا) في مركز الهجوم. لعب مع ديربي كاونتي وغريمسبي تاون ومانشستر يونايتد ونادي ميدلزبره ونيوكاسل يونايتد وHeanor Town F.C. ‏.